# 데치 터마시
데치 터마시(헝가리어: Decsi Tamás, 1982년 10월 15일~)은 헝가리의 펜싱 선수로 주 종목은 사브르이다. 2020년 하계 올림픽 남자 사브르 단체전에서 동메달을 획득했으며 세계 선수권 대회에서 금메달 2개, 은메달 4개, 동메달 4개를 획득했다.

## 경력
데치는 1982년 보르쇼드어버우이젬플렌주의 커진츠버르치커에서 펜싱 선수 출신인 데치 이슈트반의 아들로 태어났다. 어린 시절에는 수영과 테니스를 연습했으며 10세 때인 1992년에 형인 언드라시를 따라 펜싱을 시작했다. 이듬해인 1993년에는 우이페슈트 TE 펜싱팀 유소년부에 입단했다.
1997년에 헝가리 유소년 국가대표로 발탁되었고 그 해 3월 스페인 테네리페에서 열린 세계 유스 선수권 대회에 참가했다. 그는 이 대회 사브르 개인전에서 출전하여 9위에 올랐으며 1993년 3월 베네수엘라 발렌시아에서 열린 세계 주니어 선수권 대회에서 동메달을 획득했다.

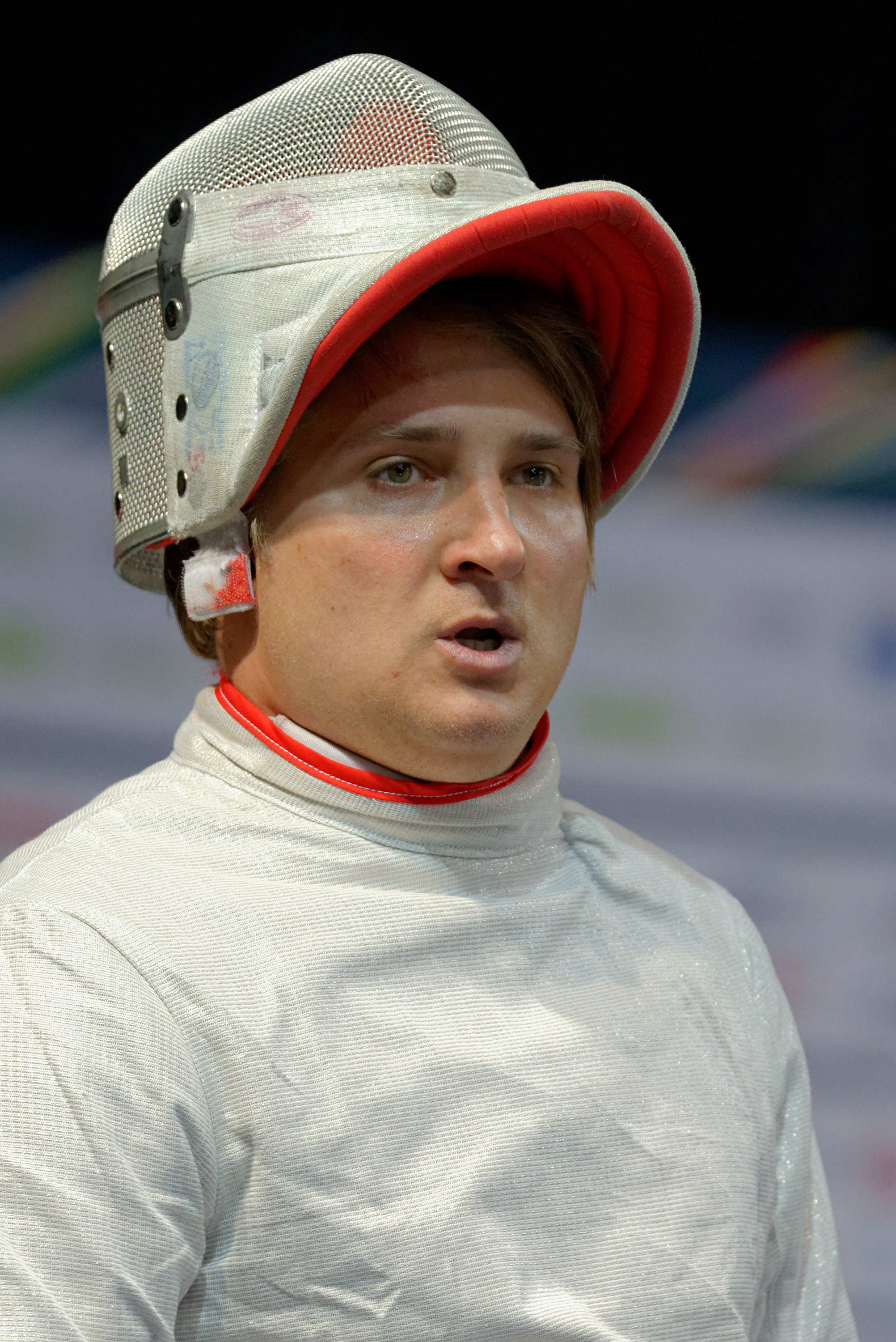
2014년 유럽 선수권 대회 당시의 데치